# Oreophrynella dendronastes
Oreophrynella dendronastes es una especie de anfibios de la familia Bufonidae.
Es endémica del Monte Ayanganna (Guayana Esequiba).